# Rapistrum
Rapistrum là chi thực vật có hoa trong họ Cải.